# 藤井孝太郎
藤井 孝太郎（ふじい こうたろう、1982年〈昭和57年〉7月1日 - ）は、札幌テレビ放送のアナウンサー。

## 来歴・人物
城北埼玉高等学校、慶應義塾大学卒業。母方の先祖には江戸時代の蘭学医である杉田玄白がいる。
幼稚園時代からサッカーを始め中学・高校時代はサッカー部に所属し、STVでも社内のサッカー部の試合に出場している。その後大学では放送研究会に所属し研究会内の友人にオタクが多かった影響でアニメ・ゲーム好きになり、水樹奈々のファンクラブ会員でもある。
2015年には、NHK・民放連共同ラジオキャンペーン in 北海道 「キタラジ」で、STVラジオのキタラジサポーターを務めた。
2021年7月には「藤井孝太郎のログイン!よる☆PA」番組内にて入籍を報告。番組コメントゲストのangelaが第一報を発した。

## 出演番組
テレビ
- STVニュース
- どさんこワイド朝（2020年3月30日[9] - メインキャスター）
- my face 挑戦者の肖像（ナレーター）

ラジオ
- STVニュース
- 藤井孝太郎のログイン!よる☆PA[3]（2012年4月 - ）

インターネット番組
- Jリーグ中継（スカパー!→DAZN、STVが制作協力するコンサドーレ札幌ホームゲームで実況・リポート担当）
- 藤井孝太郎のログイン!うら☆PA（STVラジオポッドキャスト→ラジオクラウドほか）

## 過去の出演番組
テレビ
- 朝6生ワイド（2005年10月[10] - 2006年3月）
- どさんこワイド[11]
- 金曜ロードショー STVローカル「ロードショークイズ」「映画案内人」パート
- Oh!STV/Oh!STV DX[12]
- 札幌ふるさと再発見
- 釣〜りんぐ北海道[12]
- What's New?+Cute[13]
- 第31回全国高等学校クイズ選手権北海道予選（2011年9月3日、メインMC）
- 宝くじドカーンと7000万円スペシャル ～札幌版～（2016年2月25日）[14]
- 謎解きフロンティア～「ガウディ」を測り続ける道産子～（2019年1月5日、ナレーター）
- プロ野球中継 ぞっこん!ファイターズ→GO!GO!ファイターズ

ラジオ
- 藤井孝太郎のアタックヤング[1]
- ときめきワイド[1]
- 今日は一日○○三昧「今日は一日イケボ三昧」（2016年1月11日 NHK-FM 札幌放送局制作）[15][16]
- Pop'n Rollにズキューン（2016年4月 - 9月）
- 喜瀬ひろしの楽楽日ようび（歌手当てクイズ担当）
- STVラジオ・チャリティー・ミュージックソン（2017年メインMC）
- スーパーヒットチャートなまらん
- ウイークエンドバラエティ 日高晤郎ショー
- ウイークエンドバラエティ 日高晤郎ショー フォーエバー（競馬中継担当）
- GO!GO!サンデー
- STVアタックナイター/ファイターズLIVE[17]
- まるごと!エンタメ〜ション
  - ようじのぢかん 6月第2週（2022年6月13日 - 2022年6月17日）
  - ようじのぢかん 5月第3週（2023年5月15日 - 2022年5月19日）